# Discomare
Discomare è stata una manifestazione canora radiotelevisiva italiana svoltasi ininterrottamente dal 1976 al 1983.

## Storia
Gli organizzatori di questa manifestazione estiva furono Gianni Naso e Tony Ruggero, due disc jockey. Discomare fu una manifestazione particolare, con interpreti e brani di successo legati al mondo delle discoteche e giudicati da una giuria composta da 1000 DJ in tutta Italia e 150 radio private. Le prime edizioni si svolsero nel parco archeologico di Selinunte davanti al Tempio E. L'edizione del 1976 fu trasmessa in differita una prima parte in uno speciale domenica 31 ottobre 1976 sulla Rete Uno all'interno de L'altra domenica e la seconda parte sul canale 2 il 21/12/1976 alle ore 18:45 con la regia di Arnaldo Ramadori. Per sigla fu utilizzato il brano dei Quantum Jump Drift.
L’edizione del 1977 fu trasmessa il 21/09/1977 alle 22.00 sulla Rete Uno. La sigla iniziale era di Walter Murfey Rhapsody in blue mentre la sigla finale era il brano Magic bird of fire. La trasmissione, secondo le stime, fu seguita da più di 15 milioni di spettatori
Nel 1978 la serata fu trasmessa in diretta dalla Rete Uno con la regia di Gianni Vaiano. La finale fu allestita nel Parco Archeologico di Selinunte il 23 agosto 1978 ed è nota per il divieto che fu imposto a Rino Gaetano di cantare il brano Nuntereggae più. Il cantante per protesta abbandonò la gara.
Del Discomare 80 la RAI (Rete Uno) riprese integralmente solo il recital di Donatella Rettore, durante la finale come riferisce un articolo del quotidiano La Stampa del martedì 19 agosto 1980. 
Nel 1981 sono state trasmesse due puntate il 24/09 e 6/10 su Rai 3. 
Nel 1982 furono trasmesse due puntate il 15 e il 22 di ottobre su Rai 3 sigla del programma fu il brano Manette blu nella versione incisa da Oona cover italiana del brano Nobody wins di Elton John, cantata anche da Marta Lami nella sigla si esibisce Pamela Prati.
L’ultima edizione nel 1983 fu trasmessa in due parti sulla Rete Uno il 29/09 e 6/10. Dal 1981 le regie furono di Antonio Moretti.

## Albo d'oro parziale
| - 1976: I vicini di casa - 15 anni - 1977: Umberto Balsamo – L’angelo azzurro sezione slow mentre la sezione fast è stata vinta da Donna Summer che, non essendo presente, non ritirò il premio. - 1978: Toto Torquati - Tenero al cioccolato - 1979: - 1980: - 1981: Santarosa – Io Senza te - 1982: - 1976: David Christie, Francesco Florio, Roberto Soffici e Barbara Marchand - 1977: Ronnie Jones, Claudio Sottili, Linda Lee e Franco Bracardi - 1978: Franco Bracardi e Gigi Marziale - 1979: - 1980: - 1981: - 1982: Carla Urban, Claudio Sottili - 1983: Ramona Dell'Abate, Claudio Sottili \| 1976 - Nicola Di Bari - La più bella del mondo (in versione dance) - Andrea True Connection – More More More - Franco Simone - Triangolo - I vicini di casa - 15 anni - Bobby Solo - Dolce - La Bottega dell'Arte - Mersia - Linda Lee - Daniel Sentacruz Ensemble 1977 - Peppino di Capri – Piccerè - Jean-Luc Ponty – New country; - Donna Summer – I feel love (lei non era presente) - Amanda Lear – Tomorrow - Fireball - Gombo - Lovers – Discomania - Matia Bazar – Gran bazar - Andrea Mingardi – Funky Funky - Space – Magic Fly - Cerrone – Cerrone’s paradise - Umberto Balsamo – L’angelo azzurro - Claudja Barry & Ronnie Jones - It takes two - Larry Martin Factory - Dog day afternoon - Bruno Lauzi – Incantesimo - Equipe 84 – Opera d’amore - Linda Lee – Love Was the Magic - Alice – Un'isola - Ettore Sciorilli - Occhi blu - I Domodossola - Dolce così - Gianni Farè - Magdalena 1978 - Matia Bazar – Tu semplicità - Walter Foini - Una donna una storia - Le Ciliegie Amare - Dormire con te - I Romans – Romantica Lisa - Leroy Gomez - Gipsy Woman - Toni Van Duyne - Cosmic Dancer - La Bottega dell'Arte - Bella sarai - Ricky Shayne - Ramadan - Umberto Napolitano - Amiamoci - Alunni del Sole – Liù - Anna Oxa - Un click d'ironia - Juli & Julie – Azzurro Domani - Collage – Sole rosso - Toto Torquati - Tenero al cioccolato - Roberta Kelly - Oh happy day - Eruption - I Can't stand the rain - Santo California - Manuela,amore! - Rino Gaetano abbandono per protesta 1979 - Gepy & Gepy - Body To Body 1980 - Donatella Rettore - Cristiano Malgioglio - David Zed - Easy Going - Gloria Piedimonte - I Romans - I nuovi angeli - Stefano Rosso - Vincenzo Spampinato - Vivien Vee 1981 - Santarosa – Io Senza te Note 1. ↑ Discomare, il futuro della musica torna all’Apollo di Milano \\| Rolling Stone Italia, su rollingstone.it, 27 febbraio 2024. URL consultato il 2 marzo 2025. 2. ↑ Varietà 1977 - 1977Rai Teche 3. ↑ Claudio Sottili - Bio 4. ↑ 2 giugno 1981 – 2 giugno 2021 In ricordo di Rino Gaetano il cantante scomparso a soli trent’anni appena compiuti – L'Italiano, su litalianonews.it. URL consultato il 20 marzo 2022 (archiviato dall'url originale il 28 gennaio 2022). 5. ↑ L’attrice e show girl Pamela Prati affascinata dai Sassi di Matera – Radio Senise Centrale Bibliografia - Autori Vari (a cura di Gino Castaldo), Dizionario della canzone italiana, ed. Curcio, 1990 Collegamenti esterni - https://www.yumpu.com/it/document/read/15031758/rai-il-varieta-dal-1954-al-2006-rai-teche - https://discodiva.it/super-jocks/ Portale Musica: accedi alle voci di Wikipedia che trattano di musica \| |
| - Nicola Di Bari - La più bella del mondo (in versione dance) - Andrea True Connection – More More More - Franco Simone - Triangolo - I vicini di casa - 15 anni - Bobby Solo - Dolce - La Bottega dell'Arte - Mersia - Linda Lee - Daniel Sentacruz Ensemble - Peppino di Capri – Piccerè - Jean-Luc Ponty – New country; - Donna Summer – I feel love (lei non era presente) - Amanda Lear – Tomorrow - Fireball - Gombo - Lovers – Discomania - Matia Bazar – Gran bazar - Andrea Mingardi – Funky Funky - Space – Magic Fly - Cerrone – Cerrone’s paradise - Umberto Balsamo – L’angelo azzurro - Claudja Barry & Ronnie Jones - It takes two - Larry Martin Factory - Dog day afternoon - Bruno Lauzi – Incantesimo - Equipe 84 – Opera d’amore - Linda Lee – Love Was the Magic - Alice – Un'isola - Ettore Sciorilli - Occhi blu - I Domodossola - Dolce così - Gianni Farè - Magdalena - Matia Bazar – Tu semplicità - Walter Foini - Una donna una storia - Le Ciliegie Amare - Dormire con te - I Romans – Romantica Lisa - Leroy Gomez - Gipsy Woman - Toni Van Duyne - Cosmic Dancer - La Bottega dell'Arte - Bella sarai - Ricky Shayne - Ramadan - Umberto Napolitano - Amiamoci - Alunni del Sole – Liù - Anna Oxa - Un click d'ironia - Juli & Julie – Azzurro Domani - Collage – Sole rosso - Toto Torquati - Tenero al cioccolato - Roberta Kelly - Oh happy day - Eruption - I Can't stand the rain - Santo California - Manuela,amore! - Rino Gaetano abbandono per protesta - Gepy & Gepy - Body To Body - Donatella Rettore - Cristiano Malgioglio - David Zed - Easy Going - Gloria Piedimonte - I Romans - I nuovi angeli - Stefano Rosso - Vincenzo Spampinato - Vivien Vee - Santarosa – Io Senza te 1. 2. 3. 4. 5. - Autori Vari (a cura di Gino Castaldo), Dizionario della canzone italiana, ed. Curcio, 1990 - https://www.yumpu.com/it/document/read/15031758/rai-il-varieta-dal-1954-al-2006-rai-teche - https://discodiva.it/super-jocks/ |